# Кёниг, Денеш
Денеш Кёниг (венг. Kőnig Dénes, 21 сентября 1884, Будапешт — 19 октября 1944, Будапешт) — венгерский математик еврейского происхождения, написавший первую книгу по теории графов.

## Биография
Родился в Будапеште, в семье венгерского математика, Дьюлы Кёнига. В 1907 году получил докторскую степень. Находясь под большим влиянием лекций Минковского о проблеме четырёх красок, всё больше углублялся в теорию графов. В 1911 стал преподавать в университете Будапешта, и в 1935 стал полным профессором.
В 1936 году опубликовал книгу «Теория конечных и бесконечных графов»
19 октября 1944 года, через несколько дней после прихода к власти Венгерской национал-социалистической партии, покончил жизнь самоубийством, чтобы избежать антисемитских преследований.
Является автором теоремы Кёнига.